# Sección Centro Yososcua
Sección Centro Yososcua är en ort i Mexiko.   Den ligger i kommunen San Juan Mixtepec -Dto. 08 - och delstaten Oaxaca, i den sydöstra delen av landet, 280 km sydost om huvudstaden Mexico City. Sección Centro Yososcua ligger 2 245 meter över havet och antalet invånare är 133.
Terrängen runt Sección Centro Yososcua är kuperad. Runt Sección Centro Yososcua är det ganska glesbefolkat, med 43 invånare per kvadratkilometer. Närmaste större samhälle är Heroica Ciudad de Tlaxiaco, 14,9 km öster om Sección Centro Yososcua. I omgivningarna runt Sección Centro Yososcua växer huvudsakligen savannskog.